# Barilius morarensis
Barilius morarensis és una espècie de peix cipriniforme de la família dels ciprínids.